# Абдельхак Нурі
Абдельхак Нурі (нід. Abdelhak Nouri, 2 квітня 1997; Амстердам, Нідерланди) — нідерландський футболіст марокканського походження, півзахисник клубу «Аякс».

## Клубна кар'єра
Абдельхак виховувався в системі амстердамського «Аякса» з 2004 року. У 2015 році він був переведений до складу «Йонг Аякс», за який юніор у своєму дебютному сезоні взяв участь у сімнадцяти зустрічах і забив один гол. У наступному сезоні Абдельхак поєднував виступи за амстердамську «молодіжку» з тренуваннями у дорослій команді. Його дебют за першу команду «Аякса» в чемпіонаті Нідерландів відбувся 29 жовтня 2016 року в матчі проти «Ексельсіора».
8 липня 2017 року під час товариської гри проти німецького «Вердера» Абдельхакові Нурі стало зле, через що він знепритомнів. Матч було зупинено, а сам Нурі був доправлений гелікоптером до шпиталю. Попередньо було повідомлено про те, що у футболіста стався напад серцевої аритмії, проте згодом з'явилася інформація, що Нурі введений у стан штучної коми. 13 липня стало відомо, що в Абдельхака виявлено незворотні ушкодження головного мозку.Проте 27 березня 2020 року футболіст вийшов із коми. Зараз може їсти і ходити.

## Кар'єра в збірній
Абдельхак представляв Нідерланди на юнацькому рівні. У складі збірної до 19 років він брав участь на двох юнацьких чемпіонатах Європи.

## Особисте життя
Старший брат Абдельхака, Мохаммед — також футболіст